# Gerhard Haidacher
Gerhard Haidacher (ur. 29 kwietnia 1963 w Innsbrucku) – austriacki bobsleista. Złoty medalista olimpijski z Albertville.
Brał udział w dwóch igrzyskach olimpijskich (IO 92, IO 94). Złoto w 1992 wywalczył jako członek czwórki prowadzonej przez Ingo Appelta. Był także srebrnym medalistą mistrzostw świata (1993).